# Quai Charles-Sénard
Le quai Charles-Sénard est un quai en rive droite du Rhône sur la commune de Caluire-et-Cuire dans le département du Rhône, en France
La circulation routière y est à sens unique en direction de l'amont vers le nord-est. Le quai, long d'environ 320 m, sert de deuxième voie au quai de Bellevue (ce dernier également en sens unique vers l'amont et le nord-est) tout en évitant le tunnel de Bellevue.

## Situation
Il commence à la hauteur de la place Bellevue à la hauteur de l'impasse Grand-Bichet (sur la Grand-rue de Saint-Clair, elle aussi parallèle au fleuve)
,,
et se termine au chemin de Wette-Fays à côté du tunnel de Bellevue
,.
Sa longueur est d'environ 320 m et il comporte 37 numéros de maisons<refgroup="n" name="googleCam_senard_amont"/>.
Noter que la numérotation des maisons du quai Charles-Sénard est faite dans le sens aval-amont, contrairement à l'usage habituel.

Quais de Bellevue et Sénard formant double voie
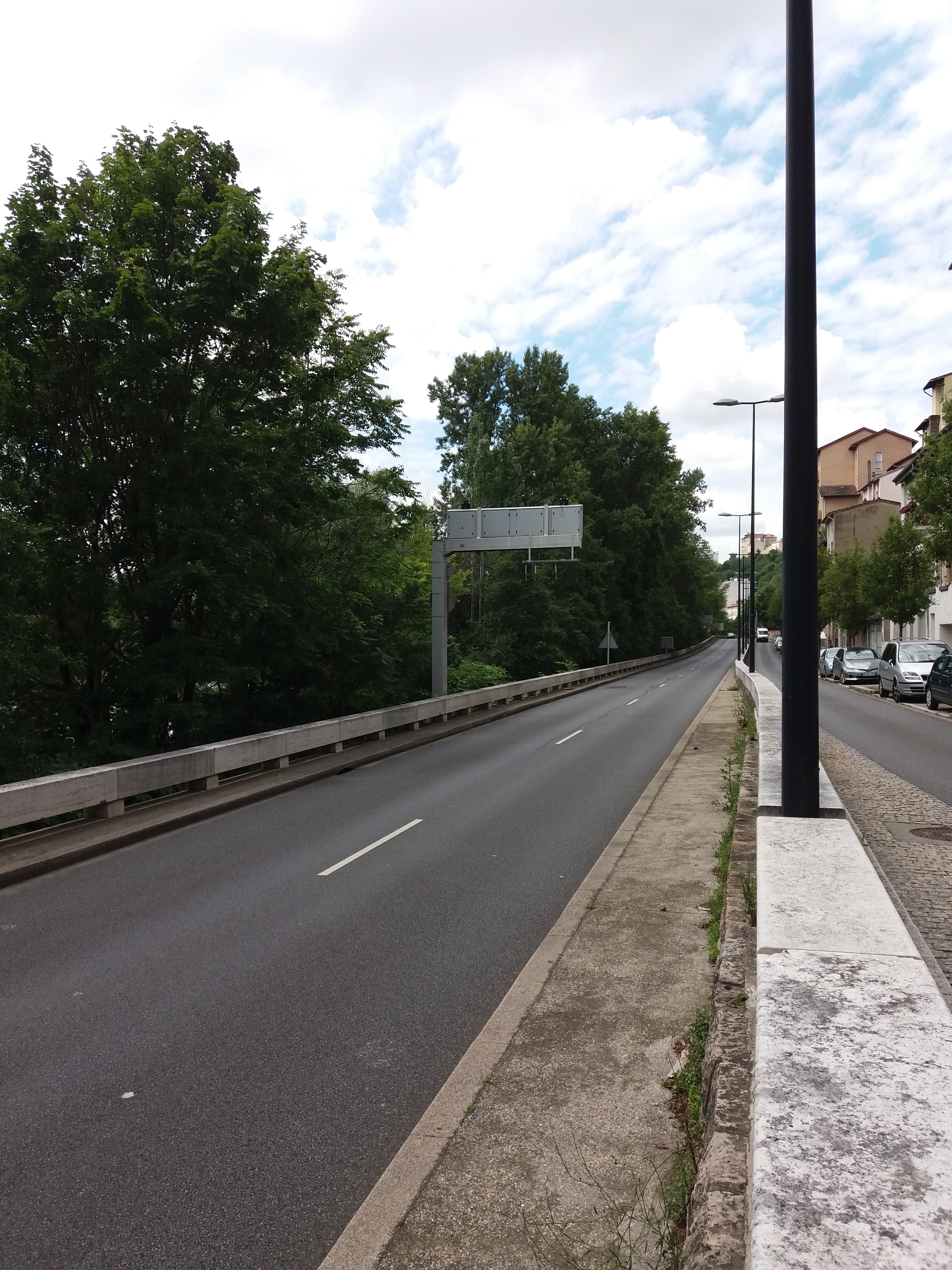
Quai Bellevue, avec le quai Sénard à droite
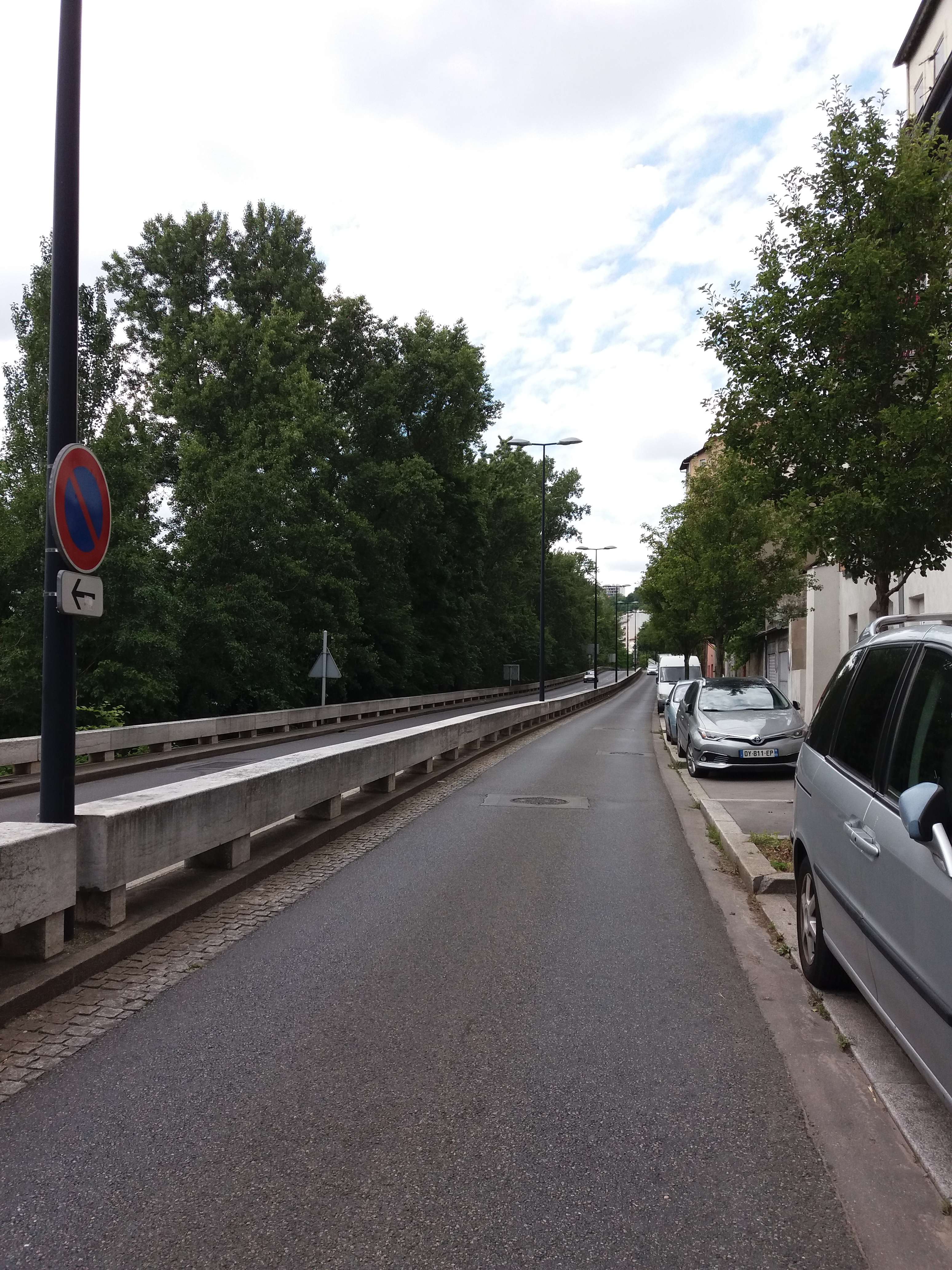
Quai Sénard, avec le quai Bellevue à gauche

## Origine du nom
Il porte[Quand ?] le nom de Charles Sénard (1878-1934), peintre français né dans le quartier Saint-Clair à Caluire-et-Cuire.

## Description

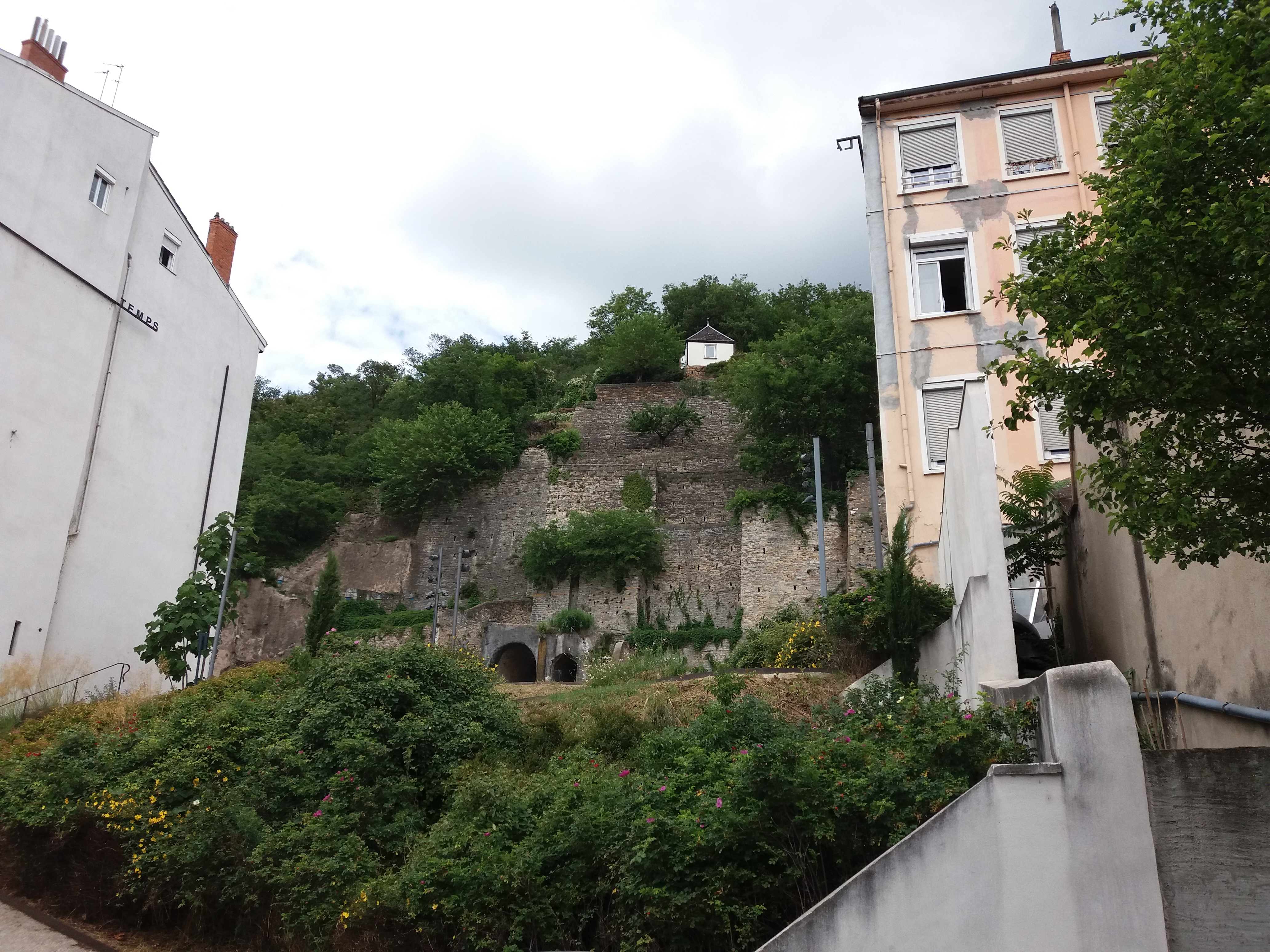
Les contreforts de la Balme,
vus depuis le quai Sénard

Un passage piéton par escalier paysagé mène à la Grand-rue de Saint-Clair, face aux contreforts de la Balme à côté du no 40 Grand-rue de Saint-Clair.